# Lecanidae
Lecanidele (Lecanidae) este o familie de rotifere libere, găsite adesea prin mușchi și vegetația acvatică, uneori în plancton. Au o lungime de 150-250 μm. Corpul este împărțit în trei părți distincte: cap, trunchi și picior (coadă). Capul este destul de mic și poartă un aparat rotator, similar cu cel al Euchlanis. Trunchiul este acoperit în cele mai multe cazuri de o carapace, numită lorică, turtită dorsoventral, mai mult sau mai puțin rigidă. Plăcile dorsale și ventrale ale loricei sunt unite printr-o membrană laterală flexibilă. Placa dorsală este de obicei mai scurtă decât cea ventrală. Partea posterioară a plăcii abdominale (segmentul posterior) trece de multe ori dincolo de marginea posterioară dorsală a loricei. Piciorul alcătuit din 2 segmente este puternic deplasat spre partea ventrală și are 1-2 degete relativ lungi. La baza piciorului sunt uneori vizibile placi coxale cuticulare pare. Pe picior se află glande pedioase bine dezvoltate. Cu ajutorul secreției produsă de aceste glande, animalul se poate fixa temporar pe suport. În faringe se află mastaxul de tip maleat cu un hipofaringe bine dezvoltat, care contribuie la supt. Regiunile sistemul digestiv sunt clar separate. Canale excretoare cu 4 perechi de celule cu flamură vibratilă. Pe ganglion cerebroid se află un ocel mare.

## Sistematica
Familia Lecanidae conține un singur gen (Lecane) cu 201 specii. Genul Lecane este împărțit în 3 subgenuri: Lecane, Monostyla și Hemimonostyla.

## Lecanidele din România
Subgenul Lecane = L. (s. str.)
- Lecane aculeata (Jakubski, 1912)
- Lecane affinis (Levander, 1894)
- Lecane althausi (Rudescu 1960)
- Lecane arcula (Harring, 1914)
- Lecane clara (Bryce, 1892)
- Lecane elasma (Harring & Myers, 1926)
- Lecane elongata (Harring & Myers 1926)
- Lecane elsa (Hauer 1931)
- Lecane flexilis (Gosse, 1886)
- Lecane gissensis (Eckstein, 1883)
- Lecane grandis (Murray, 1913)
- Lecane hornemanni (Ehrenberg, 1834)
- Lecane hospes (Donner 1951)
- Lecane inermis (Bryce, 1892)
- Lecane lauterborni (Hauer, 1924)
- Lecane levistyla (Olofsson, 1917)
- Lecane ligona (Dunlop, 1901)
- Lecane ludwigii (Eckstein, 1883)
- Lecane luna (Müller, 1776)
- Lecane magna (Stenroos, 1898)
- Lecane mira (Murray, 1913)
- Lecane nana (Murray, 1913)
- Lecane ohioensis (Herrick, 1885)
- Lecane pumila (Rousselet, 1906)
- Lecane stichaea (Harring, 1913)
- Lecane subtilis (Harring & Myers, 1926)
- Lecane sulcata (Gosse 1886)
- Lecane tenuiseta (Harring, 1914)
- Lecane tryphema (Harring & Myers, 1926)
- Lecane ungulata (Gosse, 1887)

Subgenul Monostyla = L. (Monostyla)
- Lecane acus (Harring, 1913)
- Lecane arcuata (Bryce 1891)
- Lecane bifurca (Bryce 1892)
- Lecane bulla (Gosse, 1851)
- Lecane closterocerca (Schmarda, 1859)
- Lecane copeis (Harring and Myers, 1926)
- Lecane cornuta (Müller, 1786)
- Lecane crenata (Harring, 1913)
- Lecane furcata (Murray, 1913)
- Lecane galeata (Bryce, 1892), considerat de unii autori sinonim cu Lecane pygmaea
- Lecane hamata (Stokes, 1896)
- Lecane lamellata (Daday, 1893)
- Lecane lunaris (Ehrenberg, 1832)
- Lecane monostyla (Daday, 1897)
- Lecane perpusilla (Hauer 1929)
- Lecane psammophila (Wiszniewski, 1932)
- Lecane pygmaea (Daday, 1897)
- Lecane pyriformis (Daday, 1905)
- Lecane quadridentata (Ehrenberg, 1830)
- Lecane stenroosi (Meissner, 1908)
- Lecane thalera (Harring & Myers 1926)

Subgenul Hemimonostyla = L. (Hemimonostyla)
- Lecane agilis (Bryce, 1892)
- Lecane kluchor (Tarnogradsky 1930)

## Lecanidele din Republica Moldova
Subgenul Lecane (Nitzsch, 1827)
- Lecane aculeata (Jakubski, 1912)
- Lecane arcula (Harring, 1914)
- Lecane crepida (Harring, 1914)
- Lecane curvicornis (Murray, 1913)
- Lecane elasma (Harring et Myers, 1926)
- Lecane elsa (Hauer, 1931)
- Lecane flexilis (Gosse, 1889)
- Lecane gissensis (Eckstein, 1883)
- Lecane hastata (Murray, 1913)
- Lecane hornemanni (Ehrenberg, 1834)
- Lecane ludwigii (Eckstein, 1882)
- Lecane luna (Müller, 1776)

Lecane luna balatonica (Varga, 1945)
Lecane luna luna (Müller, 1776)
Lecane luna presumpta (Ahlstrom, 1938)
- Lecane magna (Stenroos, 1898)
- Lecane mira (Murray, 1913)
- Lecane ohioensis (Herrick, 1885)

Lecane ohioensis jorroi (Arevalo, 1918)
Lecane ohioensis ohioensis (Herrick, 1885)
- Lecane papuana (Murray, 1913)
- Lecane plesia (Myers, 1936)
- Lecane tenuiseta (Harring, 1914)

Lecane tenuiseta punctata (Carlin – Hilson, 1934)
Lecane tenuiseta tenuiseta (Harring, 1914)
- Lecane ungulata (Gosse, 1887)
- Lecane verecunda (Harring et Myers, 1926)

Subgenul Hemimonostyla (Bartoš, 1959)
- Lecane undulata (Hauer, 1938)

Subgenul Monostyla (Ehrenberg, 1930)
- Lecane arcuata (Bryce, 1891)
- Lecane furcata (Murray, 1913)
- Lecane beningi (Tarnogradsky, 1961)
- Lecane bulla (Gosse, 1886)

Lecane bulla bulla (Gosse, 1886)
Lecane bulla diabolica (Hauer, 1936)
Lecane bulla kutikovi (Naberejni, Irmacheva, 1975)
- Lecane closterocerca (Schmarda, 1859)
- Lecane copeis (Harring et Myers, 1926)
- Lecane cornuta cornuta (Müller, 1786)
- Lecane goniata (Harring et Myers, 1926)
- Lecane hamata (Stokes, 1896)
- Lecane lammelata (Daday, 1893)
- Lecane lunaris (Ehrenberg, 1832)
- Lecane obtusa (Myrray, 1913)
- Lecane punctata (Murray, 1913)
- Lecane pygmaea (Daday, 1897)
- Lecane pyriformis (Daday, 1905)
- Lecane quadridentata (Ehrenberg, 1832)
- Lecane rugosa (Harring, 1914)
- Lecane rylovi (Tarnogradsky, 1961)
- Lecane stenroosi (Meissner, 1908)
- Lecane subulata (Harring et Myers, 1926)